# Schendylops labbanus
Schendylops labbanus är en mångfotingart som först beskrevs av Chamberlin 1921.  Schendylops labbanus ingår i släktet Schendylops och familjen småjordkrypare.
Artens utbredningsområde är Guyana. Inga underarter finns listade i Catalogue of Life.